# Kirche Lumpzig

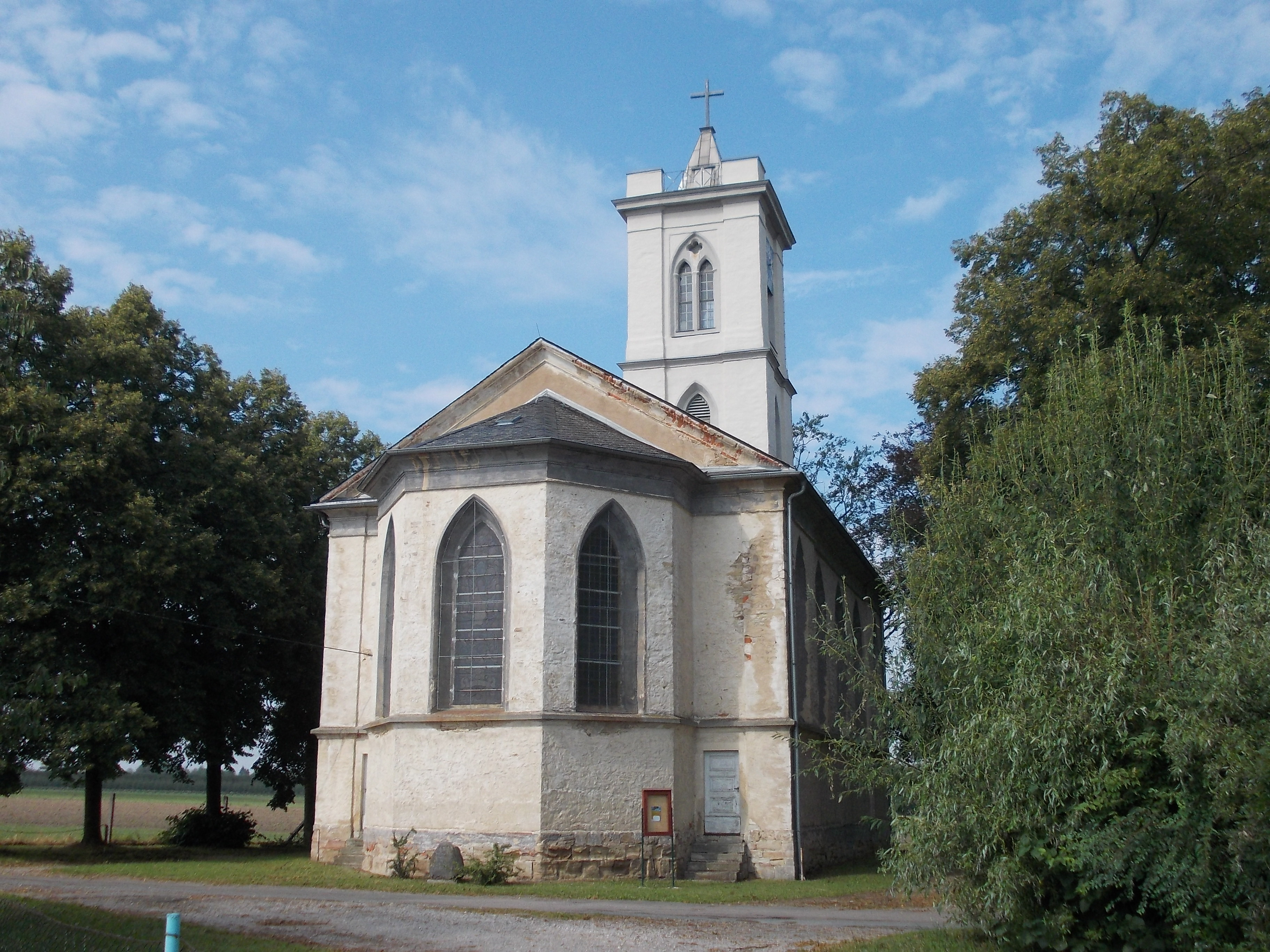
Kirche Lumpzig

Die evangelisch-lutherische Kirche Lumpzig steht in Lumpzig, einem Ortsteil der Stadt Schmölln im thüringischen Landkreis Altenburger Land. Die Kirchengemeinde Lumpzig gehört zusammen mit den Gemeindeteilen Braunshain, Großbraunshain, Hartha und Kleintauscha zum Pfarrbereich Mehna-Dobitschen im Kirchenkreis Altenburger Land der Evangelischen Kirche in Mitteldeutschland.

## Beschreibung
Die ursprüngliche Kirche des Orts, deren Erbauungsdatum unbekannt ist, war am 8. August 1802 abgebrannt. Ihre Trümmer blieben 27 Jahre lang unangetastet liegen – während dieser Zeit feierten die Lumpziger ihre Gottesdienste in der Kirche von Braunshain. Als diese 1829 wegen Baufälligkeit abgerissen werden musste, wurde die Kirchenbaufrage auch in Lumpzig wieder akut.
Für die neue Kirche wurde eine Lage am Ortsrand in Verbindung mit der Landschaft gewählt, da die romantische Architekturauffassung der Neugotik das Bestreben hatte, Architektur im Zusammenhang mit der Natur zu inszenieren. Hierfür schenkte der damalige Ortspatron der Gemeinde ein geeignetes Grundstück aus seinem Eigentum. Für den Bau konnte der Architekt Albert Geutebrück aus Leipzig gewonnen werden, der in seinem Entwurf klassizistische mit neugotischen Elementen verknüpfte.
Die 1829/30 zum Teil aus Steinen der ehemaligen Kirchen von Lumpzig und Braunshain gebaute Saalkirche hat einen schmalen Kirchturm im Westen, ein breites Langhaus und einen polygonalen 5/8-Chor. Das Langhaus ist mit einem Satteldach bedeckt, der Chor mit dem 5/8-Teil eines Zeltdachs. Das Erdgeschoss des Turms und der Chor haben Kreuzgratgewölbe. Das Kirchenschiff hat zweigeschossige Emporen und ist mit einer hölzernen Flachdecke überspannt. Die Sakristei im Norden und die südliche Patronatsloge wurden abgetrennt.
Der Flügelaltar von 1487 stammt aus der 1829 abgetragenen Pfarrkirche von Braunshain, er wurde 1980 restauriert. Der Schrein hat geschnitzte Figuren von Maria, dem heiligen Leonhard und dem heiligen Sebastian. Die Flügel sind mit Heiligenpaaren bemalt. Auch aus der Braunshainer Kirche stammt der eingemauerte Schlussstein mit dem Wappen der Herren von Zweitschen in der Vorhalle.

## Orgel
Die 1960 restaurierte und mit neuen Prospektpfeifen ausgestattete Orgel mit 16 Registern, verteilt auf zwei Manuale und Pedal, wurde 1835 von Johann Gottlob Mende gebaut. Sie verfügt über Schleifladen sowie mechanische Spiel- und Registertraktur. Ihre Disposition lautet:
| I Hauptwerk C–d3 |            |       |
| 1.               | Bordun     | 16′   |
| 2.               | Principal0 | 8′    |
| 3.               | Gambe      | 8′    |
| 4.               | Gedackt    | 8′    |
| 5.               | Octave     | 4′    |
| 6.               | Quinte     | 2 ⁄3′ |
| 7.               | Octave     | 2′    |
| 8.               | Mixtur III |       |

| II Oberwerk C–d3 |                  |    |
| 9.               | Geigenprincipal0 | 8′ |
| 10.              | Flöte            | 8′ |
| 11.              | Aeoline          | 8′ |
| 12.              | Gedackt          | 8′ |
| 13.              | Gedackt          | 4′ |

| Pedal C–c1 |               |     |
| 14.        | Subbaß        | 16′ |
| 15.        | Violon        | 16′ |
| 16.        | Principalbaß0 | 8′  |

- Koppeln: Manualcoppel (II/I), Pedalcoppel (I/P)
- Spielhilfe: Ventil zum HW